# روکاوینیاله
روکاوینیاله (به ایتالیایی: Roccavignale) یک کومونه در ایتالیا است که در استان ساونا واقع شده‌است. روکاوینیاله ۱۷٫۴ کیلومتر مربع مساحت و ۷۲۵ نفر جمعیت دارد.